# Famille de Boissonneaux de Chevigny
Pour les articles homonymes, voir Chevigny.
La famille de Boissonneaux de Chevigny, anciennement Boissonneau, est une famille subsistante de l'ancienne bourgeoisie française.

## Historique
Gustave Chaix d'Est-Ange écrit que cette famille est originaire de l'ancien diocèse de Toul, en Lorraine. Il ajoute qu'il n'a que peu de renseignements sur cette famille mais qu'elle n'est pas citée dans les anciens nobiliaires de cette région et qu'elle n'a pas pris part en 1789 aux assemblées de la noblesse qui s'y sont tenus. Cet auteur rapporte également qu'en 1745 Joseph Boissonneaux de Chevigny sollicita l'admission de sa fille à la maison royale de Saint-Louis à Saint-Cyr mais que ses titres furent jugés insuffisants.
D'après Charles de Montzey et Charles Devaux, un Boissonneaux de Chevigny fut élève à l'École Militaire sous Louis XV ou Louis XVI.
Le roi d’Italie Victor-Emmanuel III accorda par décret du 3 juillet 1902 le titre de marquis de Châteauneuf à Étienne de Boissonneaux de Chevigny (descendant par sa mère, Delphine Spitalieri de Cessole, de la famille niçoise et noble Peyre de Chateauneuf) qui est mort, trois mois plus tard le 12 octobre 1902 à Genève, sans alliance ni postérité,.

## Liens de filiation entre les personnalités notoires
Les premières personnalités connues sont Pierre le Boyssonneau ou Pierre Boissonneau, écuyer, lieutenant général de la prévôté de Tournant-en-Brie (années 1513-1516)[réf. nécessaire] et Joseph Boissonneaux sieur de Chevigny, né le 19 mars 1705 - mort le 24 mars 1785 à Mandres-aux-Quatre-Tours, capitaine d'infanterie au régiment Royal-Lorraine, époux de Marguerite Privat des Molières .
Les registres de l'état civil permettent d'établir la descendance d'Auguste Boissonneaux de Chevigny (1810-1883).
- Auguste de Boissonneaux de Chevigny (1810-1883) épouse à Metz, le 17 avril 1837, Catherine Pauline Georges de Chelaincourt.
  - Joseph Paul de Boissonneaux de Chevigny, né le 16 février 1838 à Borny - mort le 20 mars 1907 à Nancy, président de la conférence Saint-Vincent de Paul de la paroisse St-Léon de Nancy. Il épouse à Metz, le 23 janvier 1872, Loysa Debonnaire de Gif.
    - Pierre de Boissonneaux de Chevigny, né le 9 janvier 1873 à Nice, mort le 5 novembre 1901 à Beni-Merris (Tunisie), officier de cavalerie - sous-lieutenant au 6ème Hussard à son décès.
    - André de Boissonneaux de Chevigny (1877-1954), Saint-Cyr (promotion « de Bourbaki » 1897-1899), capitaine d'infanterie coloniale, officier de la Légion d'honneur. Il épouse dans le 8e arrondissement de Paris, le 6 août 1908, Annette Husson.
      - Jacqueline de Boissonneaux de Chevigny (1911-1993), plus connue sous le nom de sœur Jeanne d'Arc, religieuse et bibliste.
      - Pierre de Boissonneaux de Chevigny (1914-2001), résistant français, sénateur et député de Meurthe-et-Moselle.
        - Hubert de Boissonneaux de Chevigny (1949-2022), aviateur et explorateur.

      - Hubert de Boissonneaux de Chevigny, né le 27 octobre 1919 à Colmey, mort le 20 novembre 1944 à Buc, Saint-Cyr (promotion « Amitié Franco-Britannique »), lieutenant au 6e régiment de chasseurs d'Afrique, chevalier de la Légion d'honneur, croix de guerre 1939-1945, mort pour la France (20 novembre 1944) lors de la bataille d'Alsace[7],[note 1]

    - Jean de Boissonneaux de Chevigny, né le 20 novembre 1878 à Marbache, mort le 1er février 1957 à Versailles, diplôme d'ingénieur agronome en 1899, diplôme de l'école nationale des haras en 1902, capitaine de réserve, inspecteur général des Haras, chevalier de la Légion d'honneur, croix de guerre 1914-1918 avec palmes, Mérite militaire d'Espagne, en mission aux États-Unis du 16 novembre 1914 au 6 février 1917. Il épouse Sabine de Villers.
      - François de Boissonneaux de Chevigny, né le 1er octobre 1910 à Rodez, mort le 4 mars 2003 à Compiègne, officier des Haras, chevalier de la Légion d'honneur et croix de guerre 1939-1945.
      - Jacques de Boissonneaux de Chevigny, né le 16 juin 1912 à La Roche-sur-Yon, mort le 6 juillet 1941 à Damour (Syrie), Saint-Cyr (promotion « du Tafilalet » 1931-1933), lieutenant au 2e régiment de spahis marocains, tué au combat de Damour Campagne de Syrie (1941), chevalier de la Légion d'honneur, mort pour la France (6 juillet 1941), croix de guerre 1939-1945.
      - Robert de Boissonneaux de Chevigny (1920-2011), membre de la congrégation du Saint-Esprit, évêque émérite de Nouakchot, chevalier de la Légion d'honneur.

  - Louis de Boissonneaux de Chevigny, né le 21 décembre 1846 à Metz, mort après le 17 septembre 1910, directeur des postes & télégraphes du Rhône en 1906, chevalier de la Légion d'honneur.

Autre personnalité :
- Louise de Chevigny, mannequin (agence Viva-Paris), notamment pour le défilé Chanel automne / hiver 2021 - 2022 [8]

## Armes
D'azur à la fasce d'argent chargée de deux branches d'olivier de sinople ; au chevron d'argent brochant sur le tout, accompagné de deux étoiles d'argent en chef et d'un lion aussi d'argent en pointe.

## Alliances
Les principales alliances de la famille de Boissonneaux de Chevigny sont : de Gondelu (début XVIe siècle), de Beauvot (1585), Boudart (1614), de Bailly (1648), Gascard, Gaudard (XVIIIe siècle), Privat des Molières (XVIIIe siècle), Georges de Chélaincourt, Debonnaire de Gif, de Cessole de Chateauneuf, Portal, etc.

## Pour approfondir